# 畠山義福
畠山 義福（はたけやま よしとも）は、江戸時代中期から後期にかけての高家旗本。織部。

## 略歴
高家旗本・畠山国祐の次男。生母は堀川広益の娘。実兄に政如、実弟に国儔がいる。
一族の高家旗本・畠山義紀（旧能登守護家）の養子となる。
明和4年（1767年）2月15日、10代将軍・徳川家治に初めて御目見する。同6年（1769年）4月5日、20歳のとき、家督を相続する。采地は3,122石余。
享和2年（1802年）4月3日死去、享年53。興仁院圓山宗義。
生涯、表高家として過ごし、高家職に就くことはなかった。

## 家族
妻は土屋篤直の養女。長男は義一、次男は義宣（義一の養子）。